# Ophiotoma paucispina
Ophiotoma paucispina är en ormstjärneart som först beskrevs av Christian Frederik Lütken och Ole Theodor Jensen Mortensen 1899.  Ophiotoma paucispina ingår i släktet Ophiotoma och familjen knotterormstjärnor. Inga underarter finns listade i Catalogue of Life.